# Verdadeira Igreja Ortodoxa na Rússia
Verdadeira Igreja Ortodoxa na Rússia (Rafaelitas) (inglês: True Orthodox Church in Russia (Raphaelites), abreviado TOCR)), oficialmente Verdadeira Igreja Ortodoxa (em russo: Истинно-Православная Церковь; romaniz.: Istinno-Pravoslavnaya Tserkov) é uma jurisdição ortodoxa não canônica, fundada em 13 de março de 1999. O fundador e atual Primaz é Serafim (Motovlov), também conhecido como Rafael (Motovlov), até 2009, Rafael (Prokopiev), com o título de Arcebispo de Moscou e Metropolita de Toda a Rússia, desde 24 de junho de 2005.
Alega ser sucessora da Igreja das Catacumbas, que rejeitou a subordinação ao lugar-tenente patriarcal Sérgio (Stragorodski), durante o Regime Soviético.
É considerada uma organização extremista pelo Serviço Federal de Segurança da Rússia (FSB).

## História
Foi formada em 13 de março de 1999 quando Rafael (Prokopiev) e Sérgio (Moiseenko) foram proibidos de servir na Verdadeira Igreja Ortodoxa Russa (RTOC), e em 27 de novembro foram finalmente expulsos por desobedecer ao Sínodo. Logo se juntaram a eles o Bispo de Penza e Nizhny Novgorod (tendo 4 comunidades), que logo se separaram. A nova jurisdição foi batizada de "A Verdadeira Igreja Ortodoxa na Rússia". O Metropolita Rafael manteve o "Centro de Cura" (agora fora de operação), que abrigava a Sede da Igreja em Moscou. Em 1996, o Metropolita Rafael participou ativamente da "coroação" do Sargento do Exército Soviético Nicolau Dalsky (posando como Contra-Almirante) como "Imperador Russo Nicolau III".  No final de março de 2001, a associação de 14 comunidades e organizações sob a liderança de Rafael solicitou o registro como uma organização religiosa unificada, o que foi feito. Rafael ostentava o título de "Abençoado Metropolita de Moscou, Guardião das Portas do Santo Sepulcro" (já que era o chefe da Ordem Russa de São João de Jerusalém, ou seja, os Hospitalários Russos, criada por ele). Em 14 de julho de 2003, ele organizou o "Conselho de Unificação dos Bispos da Verdadeira Igreja Ortodoxa na Rússia", tornando-se o chefe da nova hierarquia unificada (com o título de lugar-tenente patriarcal). Além dos próprios hierarcas, sob a liderança do Metropolita Rafael, a maior parte da Igreja Apostólica Ortodoxa, a jurisdição em desintegração do Metropolita Ambrósio, Bispos independentes e o ramo do Metropolita Epifânio. 2003, a Igreja foi renomeada como Verdadeira Igreja Ortodoxa.
Em 2004, foi posto em curso um governo mais centralizado da Igreja. E logo (março de 2005) o fato da partida de vários hierarcas mais independentes e a organização de um grupo separado por eles em 11 de março de 2005 foi estabelecido. No entanto, os Bispos Estevão e Nicolau logo retornaram a Verdadeira Igreja Ortodoxa. De acordo com a hierarquia da Igreja, em meados de 2005, a Verdadeira Igreja Ortodoxa Russa era composta por 21 bispos, 81 clérigos, dos quais 59 sacerdotes e 22 diáconos, 129 monges e 69 comunidades. Em setembro de 2005, Epifânio (Kaminsky) deixou a Igreja. Em dezembro de 2005, um grupo de Bispos, insatisfeito com a crescente centralização, realizou seu próprio Conselho, no qual depôs Rafael e formou seu próprio Sínodo. Os separados Bispo Nicolau (Modebadze) e Bispo Paulo (Zinkevich) retornaram à jurisdição do Metropolita Rafael na primavera / verão de 2006, e em dezembro de 2006 os irmãos Kiselev juntaram-se à mesma jurisdição (eles transformaram e mudaram seu nome). No início de 2006, o Metropolita Benedito (Molchanov) estabeleceu comunhão com a Igreja Autônoma Ucraniana Ortodoxa na América, mas em meados de 2006 descobriu-se que o Metropolita Rafael não deu permissão para tais ações, o Metropolita Benedito e seus seguidores foram excomungados e finalmente ficaram sob a jurisdição da Igreja Autônoma Ucraniana Ortodoxa na América. Além disso, em agosto de 2006, foi estabelecida a comunhão eucarística com a Verdadeira Igreja Ortodoxa Ucraniana sob o Metropolita Teodósio (Igreja Ortodoxa Ucraniana - Metrópole de Quieve). No entanto, de 26 a 27 de janeiro de 2008, a comunhão com Teodósio foi encerrada e em promessa eclesiástica o Episcopado da Igreja Ortodoxa Ucraniana - Metrópole de Quieve foi aceito. Em março de 2010, iniciou-se a adesão da Igreja Ortodoxa Russa da Catacumba na América Latina à Igreja, com base na qual a Metrópole da América Central e do Sul foi criada em 12 de novembro de 2010. Em 29 de março de 2011, a Igreja estabeleceu a comunhão de oração com a Metrópole de Avlona, e em 13 de julho de 2011, um Tomos foi assinado em comunhão eucarística com a Metrópole de Avlona, a Igreja Ortodoxa Búlgara (Sínodo do Metropolita Gervásio). Em 12 de março de 2014, o Exarcado Ucraniano se separou, formando a Igreja Autônoma Ortodoxa Ucraniana. Em 14 de julho de 2014, no Concílio Eclesiástico, uma série de documentos importantes foram adotados, em particular, a "glória do nome" foi oficialmente adotada pela Igreja.
Em 2015, por decisão do Tribunal Distrital de Basmanny de Moscou, a brochura de Rafael "Sobre o Lugar da Verdadeira Igreja Ortodoxa no Mundo Moderno" foi incluída na Lista Federal de Materiais Extremistas.
Em 2016, a Igreja de São Arcanjo Rafael, em Moscou, foi revistada em busca de literatura extremista por unidades do Serviço de Inteligência russo (FSB).

## Estrutura

### Bispos
- Rafael (Prokopiev / Motovilov), Metropolita de Moscou e toda a Rússia (13 de março de 1999 - 14 de outubro de 2017), Serafim (Motovilov), Schema-Metropolita de Moscou e Toda a Rússia (14 de outubro de 2017 - 12 de fevereiro de 2018), Confessor do CPC (C) (12 de fevereiro de 2018 - 15 de setembro de 2019), Schema-Metropolita de Moscou e toda a Rússia (15 de setembro de 2019),[2] Primeiro Hierarca;
- Joaquim (Shendrik), Bispo de Voronezh e Saratov, depois Voronezh e Tula (21 de julho, 2001 - 8 de novembro de 2013), Arcebispo de Kaluga e Tula (8 de novembro de 2013 - 11 de maio de 2015), Arcebispo de Tula e Voronezh (11 de maio de 2015);
- André (Davidyan / Davydov), Bispo de Krasnodar e Kuban, em seguida, Pyatigorsk e Cáucaso do Norte (novembro de 2004 - 23 de setembro de 2012), Arcebispo da região do Cáucaso do Norte e Mar Negro (23 de setembro de 2012)
- Marco (Voinov), Arcebispo de Tver e Kashinsky (2005 - 20 de fevereiro de 2012), Arcebispo (de 6 de junho de 2012 Metropolitano) de Solnechnogorsk e Klin (20 de fevereiro de 2012);
- Ticônio (Kiselev), Arcebispo de Penza e Ufa (2003 - início de dezembro de 2005 e 2010) -), lugar-tenente do Primeiro Hierarca (12 de junho de 2017 - 15 de setembro de 2019);
- Paulo (Zinkevich), Bispo de Petrozavodsk e Karelian - dezembro de 2005 e 2006 - 21 de janeiro de 2007), Bispo de Volokamsk (21 de janeiro de 2007 - janeiro de 2009), Bispo de Nizhny Novgorod (janeiro de 2009 -?), Arcebispo de Pavlovo-Posad, Vigário da Diocese de Moscou (24 de setembro de 2017);
- João (Abramenko), Bispo de São Petersburgo e Novgorod (31 de janeiro de 2010 - 18 de julho de 2016), Metropolita de São Petersburgo e Murmansk (18 de julho de 2016 - 24 de setembro de 2017) em repouso;
- Vsevolod (Protopopov), Bispo (desde 18 de julho de 2016 - Arcebispo) de Krasnoyarsk e Kansky (19 de julho de 2010);
- Alexandre (Egorov), Bispo de Zvenigorod, Vigário de Moscou (12 de setembro de 2010);
- Teodósio (Reyes Valderram), Bispo de Santiago e Chile (14 de novembro de 2010);
- Jacó (da Silva Carvalho), Bispo de São Paulo e Minas Gerais (16 de novembro de 2010);
- Ambrósio (Potapov), Bispo de Yaroslavl e Novgorod (20 de julho de 2008 - 24 de setembro de 2012) , depois de aceitar o esquema - Schema-Bispo Nicolau (25 de janeiro de 2013)
- Vladimir (Polishchuk), Bispo de Bronnitsky, Vigário da Diocese de Moscou (30 de novembro de 2012 - 8 de novembro de 2013), Arcebispo de Vladimir e Orekhovo-Zuevsky (8 de novembro de 2013);
- Gregório (Korzhevsky), Bispo de Dnipropetrovsk e Zaporozhye (6 de abril de 2014);
- Luca (Lyubchenko), Bispo Boguslavsky, Vigário da Diocese de Donetsk (14 de julho de 2015);
- Vicente (Panteleev), Bispo de Volokolamsk, Vigário da Diocese de Moscou (25 de setembro de 2017);
- Sérgio (Sosnin), Bispo de Krasnogorsk, Vigário de Diocese de Moscou (8 de outubro de 2017 - 21 de janeiro) 2019), Bispo de Krasnogorsk e Istra (21 de janeiro de 2019);
- Aleixo (Storozhko), Bispo de Lugansk e Rovenkovsky (27 de janeiro de 2019);
- George (Dombrovsky), Bispo de Zaporozhye e Berdyansk (17 de setembro de 2019);
- Nicodim (Mazunin), Bispo de Perm e Gainsky (21 de setembro de 2019);
- Miguel (Pereshivailov), Bispo de Krasnoluchsky (21 de novembro de 2019)[25]

### Ex-Bispos
- Filipe (Filipchenko), Bispo de Nizhny Novgorod e Ardatovsky (23 de janeiro de 1999 - 2000);
- George (Kokovin), Bispo de Krasnoyarsk e Kansk (-?) (Aceito pelo batismo);
- Serafim, Bispo Zhlobin, Vigário da Diocese de Minsk (12 de novembro de 2004);
- Ciríaco (Timirtsidi), Metropolita de Pyatigorsk e Sul da Rússia (14 de julho de 2003 - 11 de março de 2005);
- Aleixo (Skrypnikov-Daraki), Bispo de Rostov e Taganrog (Metrópole do sul da Rússia) (11 de março de 2005);
- Damião (Akimov), Arcebispo da Crimeia e Gótia (Metrópole do sul da Rússia) (14 de julho de 2003 - 11 de março de 2005);
- Epifânio (Kaminsky), Metropolita de Minsk e Svetlogorsk. Exarca na Bielorrússia (14 de julho de 2003 - 30 de setembro de 2005);
- Sérgio (Moiseenko), Bispo de São Petersburgo, então Arcebispo de Tsarskoye Selo (Vigário da Metrópole de Moscou) (13 de março de 1999 - 2005), Metropolita da América Central e do Sul (19 de julho de 2009 - 12 de novembro de 2010), Metropolita de Podgoritsk e Montenegro (12 de novembro de 2010 - 28 de outubro de 2011);[27]
- Arsênio (Kiselev), Metropolita de Vladimir e Tula (14 de julho de 2003 - início de dezembro de 2005);
- Cristovão (Sybev), Metropolita de Sredetsky (Sardo), Exarca da América (24 de junho , 2005 - dezembro de 2006);[28]
- Benedito (Molchanov), Metropolita de Tsaritsyn e Nikolaev; depois Zaporozhye e Kamsky. Exarca das Paróquias da Ucrânia (2 de outubro de 2002 - 2006);
- Luca (Nikolaenko), Arcebispo de Odessa e Izmail (2005-2006);
- Nicodim (Kolesov), Bispo de Novgorod e São Petersburgo (2004 - abril de 2007);
- Teodoro (Korobeinikov), Arcebispo de Yaroslavl e Sergiev Posad (14 de julho de 2003 - 28 de janeiro de 2008);
- Pedro (Inglis), Bispo de Kazan e Mari (2005 - 28 de janeiro de 2008);
- Gabriel (Vuyanchich), Bispo Shabetsky e Valevsky (Sérvia);
- Antonio (Bozhuk), Arcebispo de Vladimir e Orekhovo-Zuevsky (2005 - verão de 2009; voltou em 2010 e se aposentou em 19 de julho de 2010);
- Dídimo (Nesterov / Orlov) , Arcebispo de Vyborg, mais tarde Tikhvin, se aposentou em 2005 (2005 );[29]
- Nicolau (Modebadze), Metropolita de Mingrelian e Mar Negro (14 de julho de 2003 - 11 de março de 2005 e 2005 - dezembro de 2005, 2006 - 25 de março de 2011);
- Osios (Carriaga y Carriaga), Metropolita do México (6 de setembro a 12 de novembro de 2010), Metropolita da América Central e do Sul (12 de novembro de 2010 - 25 de março de 2011);
- Serafim (Guerrera), Bispo de San Jose e Costa Rica (7 de março de 2010 - 16 de julho de 2011);
- Antonio (Korbut / Korbat) Bispo de Orekhovo-Zuevsky. Vigário da Metrópole de Moscou. Em seguida, Metropolita do Báltico, de 20 de julho de 2009, São Petersburgo (14 de julho de 2003 - 24 de janeiro de 2011) (aposentado);
- Sérgio (Sarkisov), Arcebispo de Tsarskoye Selo (14 de julho de 2003 - 21 de fevereiro de 2011), Metropolita de Vladimir e Orekhovo-Zuevsky (21 de fevereiro de 2011 - 3 de novembro de 2012);
- André (Lysenko), Arcebispo de Volokolamsk, Vigário da América Central (19 de julho de 2009 - 6 de junho de 2012);
- Pedro (Vasilkov), Bispo de Arkhangelsk , Vigário da Diocese de Moscou (28 de outubro de 2011 - 6 de junho de 2012);
- Aleixo (Boyko), Bispo Zelenchukstky (2005 -2008), Bispo de Kuban e Don (29 de janeiro de 2008 - 23 de setembro de 2012);[30]
- Onófrio (Popov), Bispo de Chernivtsi (15 de julho de 2012 - 24 de setembro de 2012);[31]
- Basílio (Sigalov), Bispo de Kaluga e Ryazan (20 de novembro de 2007 - 28 de setembro de 2013);
- Daniel (Mogutnov), Bispo de Budva, Vigário dos Balcãs (17 de julho de 2011 - 28 de outubro de 2011), Bispo de Kolomna, Vigário da Diocese de Moscou (28 de outubro de 2011 - 6 de junho de 2012); Primaz da Bulgária (20 de fevereiro de 2012 - 6 de junho de 2012); Metropolita de Volokolamsk e Kolomna (6 de junho de 2012 - 25 de outubro de 2013)
- Bessarião (Dobrev), Bispo de Agatopol, Vigário de Volokamsk (15 de setembro de 2013 - 9 de novembro de 2013);[32]
- Eugênio (Starostin), Bispo de Bronnitsky, Arcebispo de Nizhny Novgorod e Saransk (2000 - dezembro de 2008), Korsun e Surozh (dezembro de 2008 - 20 de julho de 2009), Metropolita de Korsun e Surozh (20 de julho de 2009 - 3 de março de 2014);
- Nicodim (Steshenko), Bispo (de 20 de fevereiro de 2012 Arcebispo) de Lugansk e Starobelsk (19 de julho de 2011 - 15 de setembro de 2013), Arcebispo de Kiev e da Galícia, Exarca de Toda a Ucrânia (15 de setembro de 2013 - 12 de março, 2014);[33]
- Daniel (Voroshilo), Bispo de Verkhnedneprovsky, Vigário de Kiev (21 de setembro de 2013 - 12 de março de 2014);
- Constantino (Myskiv) , Arcebispo de Vyshgorod, Vigário da Diocese de Kiev e Galega (8 de novembro de 2013 - 12 de março de 2014) );[34]
- Rostislau (Melnikov), Arcebispo de Volga (30 de setembro de 2005 - 2006), Arcebispo de Kazan e Mari (2008 - 17 de julho de 2014) (falecido);
- Sava (Carlos Julio Torres Vasquez), Bispo de Caracas e Venezuela (20 de julho de 2010 - 9 de janeiro de 2015);
- Vitálio (Gumenyuk), Bispo (de 4 de abril de 2014 - Arcebispo) de Donetsk e Gorlovsk (16 de fevereiro de 2004 - 11 de março de 2005 e 26 de janeiro de 2008 - 18 de julho de 2016);
- Adão (Gritskov ), Bispo de Kaluga e Ryazan (15 de fevereiro de 2015 - 22 de novembro de 2016);
- Arsênio (Moseikov), Bispo de Arkhangelsk e Neglinsky (9 de junho de 2016 - 20 de outubro de 2017);
- Estevão (Linitsky), Metropolita de Krutitsky e Kolomensky (então Krutitsky e Mozhaisky) (14 de julho de 2003 - 15 de janeiro de 2020).[25][35]

## Comunhão Eclesiástica
- Santo Sínodo Metropolitano do Calendário Patrístico da Verdadeira Igreja Ortodoxa da Grécia (13 de julho de 2011);[22]
- Metrópole Ortodoxa Autônoma das Américas e das Ilhas Britânicas (13 de julho de 2011);[36]
- Igreja Ortodoxa da Bulgária - Sínodo do Metropolita Gervásio (13 de julho de 2011 - 5 de dezembro de 2011).[25][23]

## No Brasil
No Brasil conta com Jacó (da Silva Carvalho), Bispo de São Paulo e Minas Gerais, e Missões em Pernambuco e Ceará.